# Monticello (Floryda)
Monticello – miasto w Stanach Zjednoczonych, w stanie Floryda, siedziba administracyjna hrabstwa Jefferson.